# Conde da Castanheira
Conde da Castanheira é um título nobiliárquico criado por D. João III de Portugal, a 1 de Maio de 1532, e confirmado, de juro e herdade, por carta régia do mesmo soberano, de 21 de julho de 1541, em favor de D. António de Ataíde, antes Senhor de Castanheira, de Povos e Cheleiros, senhorios de juro e herdade.
Titulares
1. D. António de Ataíde, 1.º Conde da Castanheira, morto em 1563;
2. D. António de Ataíde, 2.º Conde da Castanheira, morto em 1603;
3. D. Manuel de Ataíde, 3.º Conde da Castanheira;
4. D. João de Ataíde, 4.º Conde da Castanheira, morto em 1637;
5. D. António de Ataíde, 5.º Conde da Castanheira, 1.º Conde de Castro Daire (1564-1647);
6. D. Jerónimo de Ataíde, 6.º Conde da Castanheira, 2.º Conde de Castro Daire, irmão de D. Jorge de Ataíde, 3.º Conde de Castro Daire;
7. D. Ana de Ataíde e Castro, 7.ª Condessa da Castanheira;[3]
8. D. Luís José Leonardo de Castro Noronha Ataíde e Sousa, 8.º Conde da Castanheira, 4.º Marquês de Cascais, 11.º Conde de Monsanto;
9. D. Sebastião Teles da Gama, 9.º Conde da Castanheira.

Após a Implantação da República Portuguesa, e com o fim do sistema nobiliárquico, usaram o título: 
1. D. Sebastião Xavier Teles da Gama, 10.º Conde da Castanheira, 3.º Conde de Cascais;
2. D. Vasco Xavier Teles da Gama, 11.º Conde da Castanheira, 4.º Conde de Cascais.